# ライトレール・トランジット・オーソリティ
ライトレール・トランジット・オーソリティ（英: Light Rail Transit Authority (LRTA) 、ライトレール交通局の意）は、フィリピン共和国マニラ首都圏パサイ市にあり、1線および2線から成るマニラ・ライトレール・トランジット・システムの所有をしている公共交通事業者である。マニラ軽量鉄道公社と呼ばれることがある。
1980年7月12日に、フィリピン共和国大統領であるフェルディナンド・E・マルコスによって創設されており、また、LRTA路線全ての建設の進行状況を監視する役割を持っている。
現在は直接ではなく、マニラ・メトロ・レール・トランジット・システムまたはMRT-3線の維持管理は、MRT-3線のBOT方式契約の下で、民間企業のメトロ・レール・トランジット・コーポレーションへ業務が委託されている。
2010年1月13日現在、LRTAのチーフが、MRT-3線のOICとして就任している。
事業者名が政府機関形式の名称となっているが、LRTAは付属機関として運輸省 (Department of Transportation: DOTr) 配下となる、政府所有および／または管理法人として組織されている。